# Кокарда (формений знак)

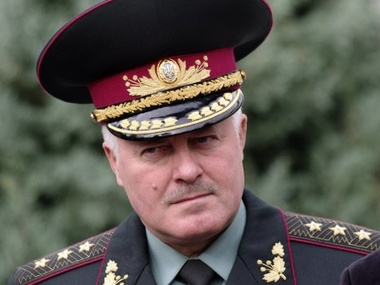
Генерал-полковник В. М. Замана, в кашкеті з генеральською кокардою, та з відповідним гаптуванням на околиці та козирку (2015)

Кокарда (фр. cocarde, від cocard — «пихатий, чванькуватий») — формений металевий чи пластиковий знак установленого зразка на головному уборі.

## Поява

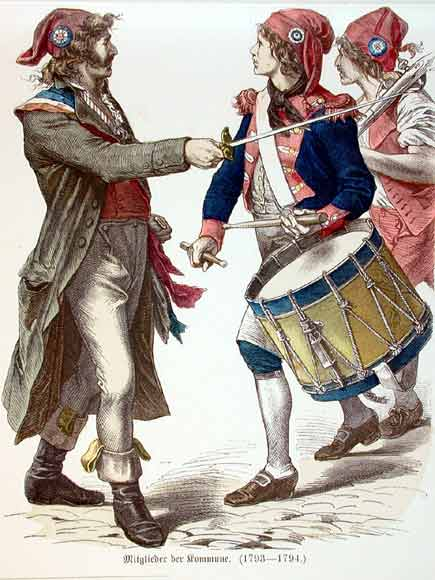
Санкюлоти у фригійських ковпаках, та з біло-синьо-червоними кокардами

Кокарди з'явилися за часів Середньовіччя серед легкої кінноти в декількох Європейських країн у вигляді султану, чи півнячого пір'я, яке закріплювалося на головний убір. Особливо поширився серед «хорватів та угорців».

## Франція
З XVIII століття паперові кокарди постійно використовувалися у Франції. Первісно кокарди були різноманітних кольорів, але з 1767 року для кокард використовувався білий колір правлячої королівської династії Бурбонів, такі кокарди носили піхотинці.
В бурхливі часи Французької революції з'являються декілька прикладів використання кокард різними політичними силами. 11 липня 1789 року Каміль Демулен закликав використовувати як кокарду зелені листи, що символізували мобілізацію. 14 липня паризький міський голова Жак де Флессель роздав парижанам сині та червоні кокарди (кольори Парижу). Згодом білі та чорні кокарди стали також революційними значками. 30 квітня 1790 року, король заборонив біло-чорні кокарди, як такі, що провокують до кривавих бійок.
Завдяки Маркізу Лафаєту білий колір поєднали з кольорами революційного Парижа (червоний та синій). За часів Першої Французької імперії змінилося розташування кольорів, а під час реставрації Бурбонів білі кокарди знову ввійшли у вжиток. У 1830 році було відновлено революційну кокарду. Синьо-біло-червона кокарда згодом стала основою французького триколору.

## Україна початку XX століття

Кокарда Українських січових стрільців

Кокарда і погони армії Української Держави (1918)

«Зоря» Сердюцької дивізії (1918)

Довгий час землі сучасної України були поділені поміж Австро-Угорською імперією та Російською імперією. Отож, українці, які служили у цісарських (Австро-Угорщина) чи в імперських (Російська імперія) військах, використовували чорно-помаранчеві імперські чи чорно-жовті цісарські кокарди.
XX століття стало часом розквіту української державності. Першим українським формуванням (1914) стали Українські Січові Стрільці (УСС). Січові стрільці, українське добровольче національне формування (легіон) у складі австро-угорської армії мало такі ж знаки розрізнення та емблеми як і інші підрозділи цісарського війська, але з деякими суто національними рисами, такими як сині петлиці, та синьо-жовті кокарди, які розміщувалися на кепі ліворуч. Синій колір розміщувався всередині кокарди (згідно зі світлинами, іноді середина могла бути й жовтою). На передній частині кепі стрілецькі старшини, як військовики Австро-Угорщини носили круглі золоті кокарди з чорною внутрішньою частиною, на якій розміщувалися ініціалами імператора Франца Йосифа I — FJI (Franz Josef I); а з 1916 року з ініціалами імператора Карла I — К (Karl). Підстаршини, та рядові стрільці використовували сірі круглі цинкові кокарди, з викарбуваними чорними ініціалами імператорів. З 1916 року, стрільцями використовувалися круглі жовті кокарди з сяйвом, центральна частина кокарди була вкрита блакитною емаллю і на ній розміщувався жовтий «руський лев», та надпис «У. С. С. 1914».
Одним з перших кроків до утворення державної української кокарди був наказ по Військовому Секретаріату УНР від 26 листопаду (9 грудня) 1917 року, який був надрукований 8 (21) грудня 1917 року у віснику Української військової ради Південно-Західного фронту «Козацька Думка». Цим наказом регламентувалося носіння українцями офіцерами, солдатами і матросами на головному уборі, під російською імперською кокардою синьо-жовту українську стрічку завдовжки у три дюйми, вздовж околі кашкету. Українською мовою (у віснику «Козацька Думка» наказ було надруковано російською мовою) наказ був надрукований 23 грудня 1917 (5 січня 1918) року органом Генерального Секретаріату військових справ УНР «Військовий вісник», в цьому тексті кольори стрічки вказувалися як жовто-блакитні.
За часів УНР (1917—1918) використовували синьо-жовту кокарду кольору (жовтий колір всередині).
На початку 1918 року власний знак на кашкети отримали військовики 1-го куреня Січових Стрільців, сформованого з українців Галіції, військовослужбовців цісарського війська, що потрапили у російський полон від час Першої Світової війни. Цей знак мав вигляд щита з зображенням Архістратига Михайла, що тримає в руках пломеніючий меч і прямокутний щит, з зображенням лева. Над фігурою Архістратига — тризуб. Ця композиція відображала ідею соборності України, поділеної між двома імперії; Михайло — символізував Наддніпрянську Україну, лев — Галичину. Тризуб, знак держави Володимира Святославича, став гербом УНР з 12 (25) лютого 1918 року.
Наказом від 6 червня 1918 року ч. 207, в Українській державі було введено штамповану кокарду, опуклу ребристу «зірочку» круглої форми діаметром 27 мм. На яку накладався кружок діаметром 18 мм, вкритий блакитною емаллю зі золотим обідком, та з зображенням герба Української держави. Кокарда була однаковою для козаків, та старшин, але у козаків центральна частина кокарди не вкривалася емаллю, а фарбувалася. Декілька змінена емблема на головному уборі (так звана «Зоря») використовувалася згідно з наказом від 31 серпня 1918 року у Сердюцькій дивізії, замість кокарди. «Зоря» складалася з чотирьох пучків променів, між якими розміщувалися дві схрещені булави, у центрі був круг з «тризубом». В наш час ця емблема використовується, як нарукавний знак Окремим полком Президента України.
Після видання головою Української держави гетьманом Скоропадським 14 листопада 1918 року грамоти про федералізацію з майбутньою Росією, починається повстання, яке очолила Директорія (Андрієнко, Винниченко, Макаренко, Петлюра, Швець). Для відрізнення військових підрозділів Директорії та Гетьманату, з'являються червоні стрічки та кокарди. Які містилися під кокардами з «Тризубом». Командувач гетьманськими військами генерал Ф. А. Келлер наказ підпорядкованим йому військам використовувати білі пов'язки та кокарди, для відрізнення від повстанців.
8 грудня 1918 року оголошено наказ Головного Отамана Симона Петлюри, де зазначалося, що усім старшинам та козакам наказується носити кокарди у вигляді червоної розетки. Гетьманські кокарди з «Тризубом» зникають на деякий час.
У зв'язку з тим, що червоний колір став головним(домінуючим) у РРФСР та у різноманітних комуністичних формуваннях, червоні кокарди вийшли з обігу в УНР. Наказом Війську УНР від 26.01.1919 ч. 31 було введено нові кокарди. Кокарда мала вигляд овалу з завитками, з «Тризубом» увінчаним хрестом. Широкого застосування ця кокарда не набула, багато військовиків використовували кокарди «гетьманського» зразку.
Наказом ГУВ УНР від 30 червня 1919 року ч. 32 поновлено круглу кокарду з тризубом без хреста, як згідно з наказом від 6.06.1918 ч. 207.
Збройні сили ЗУНР (з кінця січня 1919 року УГА) спершу використовували емблеми ЗУНР (Архістратиг Михайло та Руський лев), пізніше використовувалися кокарди з тризубом. ЗУНР та УНР об'єдналися 22 січня 1919 року, але кокарди з «Тризубом» були завезені з Наддніпрянщини та використовувалися до злуки двох держав. З 22 квітня військовики УГА, мали носити на шапці – «мазепинці» відзнаку у вигляді кружка діаметром 2,5 см сріблястого (рядові та підстаршини) чи золотистого (старшини) кольору. На відзнаці зображався «Тризуб». Також були кокарди з емаллю, та літерами «У. Р.» (Українська республіка) нижче «Тризуба».
Після переходу на сторону більшовиків вояки УГА додали червоні розетки під свої кокарди.

## Україна після 1991 року

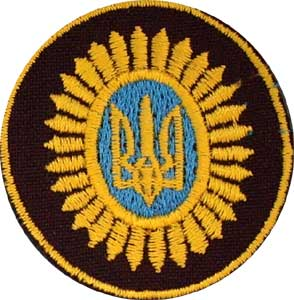
Нашивна кокарда на чорний берет

### Збройні сили
Після розпаду СРСР у 1991 році, і заснування збройних сил України, створюється національна військова геральдика, одним з проявів якої були військові кокарди. Основними кольорами кокард стали жовтий та синій кольори.
12 червня 1995 року, вийшов наказ міністра оборони № 150 «Про введення в дію Правил носіння військової форми одягу військовослужбовцями Збройних Сил України». Параграф 4.1 («Головні убори») додатку до наказу, описує використання головних уборів, а також кокард. Згідно з ним генерали, офіцери, прапорщики та військовослужбовці-жінки, які проходять службу за контрактом на посадах солдатів і старшин, прапорщиків та офіцерського складу носять на головному уборі (крім польового) кокарду золотистого кольору (у ВПС, авіації  військ ППО та ВДВ кокарда та емблема). Парадно-вихідний кашкет генерали носять з золотистою кокардою і гаптуванням на околі, а генерали армії та генерал-полковники, кокарду і гаптування на околі та козирку. Інші категорії військовослужбовців носять емблему золотистого кольору. На польових головних уборах всі військовослужбовці носять кокарди захисного кольору, а на беретах нашивні кокарди.
Для Військово-Морських Сил, вказано, що на головних уборах адміралів, генералів, офіцерів, мічманів та прапорщиків носиться «емблема золотистого кольору».
У загальновійськовій кокарді це вкритий синьою (блакитною) емаллю овал, з золотим Тризубом всередині. Офіцерська кокарда оточена «сяйвом», генеральська — лавровим вінком. У прикордонників на кокардах, колір овалу може бути зеленим.
Кокарда офіцерів повітряних сил майже подібна до кокард офіцерів сухопутних сил — вкритий синьою емаллю овал з Тризубом і сяйвом, але накладений на вінок.
У офіцерів ВМС емблема уявляє собою круг вкритий синьою емаллю, з Тризубом всередині, в оточенні сяйва, поверх якого розміщено білий хрест. Ця композиція накладена на якір та вінок. У адміралів композиція таж як і у офіцерів, але вінок має більші розміри.
5.07.2016 року був затверджений президентом України «Проект однострою та знаки розрізнення Збройних Сил України». В Проекті серед іншого розглянуті знаки на головні убори (кашкети) військовослужбовців. Усі знаки однакові для усіх класів військовослужбовців, різниця лише в належності військовика до одного з трьох видів збройних сил (Повітряні сили, Сухопутні війська та ВМС). Основою композиції стала кругла кокарда з сяйвом, затверджена 6.06.1918 року. Кокарда закріплена на прямий рівносторонній хрест. У Повітряних силах на хрест накладені (але під кокардою) крила та меч, у Сухопутних військах — два схрещених меча, а у Військово-Морських силах — два схрещених якоря.

### МВС України
У МВС України використовувалася кокарда у вигляді малого герба України (на сяйві у формі овалу), знизу якого розміщувався вінок. Пізніше з'явилася нова кокарда, яка виглядала як малий герб України накладений на восьмипроменеву зірку. Зірка могла бути накладена на вінок, чи ні. Виключенням була ДСО МВС, де частково використовувалася своєрідна кокарда, побудована на геральдиці підрозділу. На овальному медальйоні синього (блакитного) кольору розміщувалося зображення трьох щитів (двох жовтих, з накладеним зверху синім щитом). Овал був оточений сяйвом та накладеним на вінок.

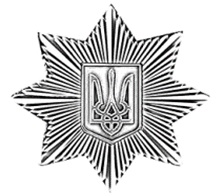
Кокарда металева

### Національна поліція України
Відповідно до Постанови Кабінету Міністрів України від 30 вересня 2015 р. № 823 затверджено два види кокард.
Кокарда металева.
Кокарда металева у формі восьмикутної променистої зірки сріблястого кольору, у центрі якої розташовано зображення малого Державного Герба України. Кріплення за допомогою клямера. 
Кокарда вишита.
Кокарда вишита у формі круга діаметром 6 сантиметрів темно-синього кольору, кольору хакі або в колористиці “камуфляж”.

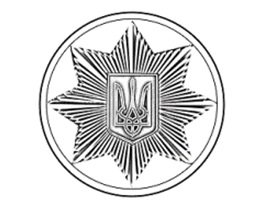
Кокарда вишита

Кокарда вишита із зображенням восьмикутної променистої зірки. У центрі зірки розташовано зображення малого Державного Герба України. Уздовж контуру кокарди - обрамлення.
Кокарда темно-синього кольору із зображенням восьмикутної променистої зірки світло-сірого кольору та обрамленням темно-синього кольору.
Кокарда кольору хакі або в колористиці “камуфляж” із зображенням восьмикутної променистої зірки кольору хакі та обрамленням кольору хакі.

## Російська імперія
З 1730 (1732) року, за часів імператриці Анни Іванівни, кокарди з'являються у російському війську. Вони мали назву «банта», чи «польового знаку» і були шовкові для офіцерів, та вовняні чи нитяні у нижніх чинів. Колір кокард було встановлено білим.
Імператор Петро III у грудні 1761 року змінив колір кокард з білого на чорний з помаранчевими смужками по краям.
У червні 1762 року імператрицею Катериною II було поновлено білі кокарди.
Після приходу до влади імператора Павла I (сина Катерини II та Петра III), на кокарди повертаються кольори затверджені його батьком: вони знову стають чорно-помаранчевими (1796). Після того як Павло I стає гросмейстером Мальтійського ордену, кокарда стає трикольоровою — з країв з'явилися малинові смужки.
За часів імператора Олександра I, кокарди були чорні з помаранчевими смужками з країв, але у 1815 році, було добавлені ще білі зовнішні смужки.
Спершу кокарди були матерчасті, а з середини XIX століття їх почали виробляти з металу.
У 1844 році кольори перейшли на металеві кокарди, в такому порядку: чорний центр оточений помаранчевою смужкою, потім знову чорна та помаранчева смужки, за ними йде зовнішня біла смужка.
У 1857 році для розрізнення військовиків та цивільних посадовців (що мали право носіння мундиру), вводять цивільну круглу кокарду (у військовиків овальна) меншого розміру. Також у 1874 році змінилися правила носіння кокарди, якщо військовики носили її на околі кашкету, то цивільні носили її на тулії.
З падінням Російської імперії у 1917 році чорно-помаранчева (кольорів Романових) кокарда, як державна зникла. Після Лютневої революції багато військовослужбовців і чиновників зафарбовували кокарду в червоний колір або обтягували її червоною тканиною, щоб позбутися старої символіки. Новоутворені нові держави, що з'явилися на руїнах імперії використовували свої національні емблеми та кольори.
Після жовтневого перевороту та початку Громадянської війни (1917–1921) різні політичні сили та формування використовували кокарди різноманітних кольорів, як-от: біло-зелені (Тимчасовий уряд Сибіру), біло-синьо-червоні (Добровольчі армії), біло-червоні (Чехословацький корпус) та інші, звичайно використовувалися і старі «імперські» кокарди. Комуністичні частини використовували червоні стрічки, чи червоні зірки.

## СРСР

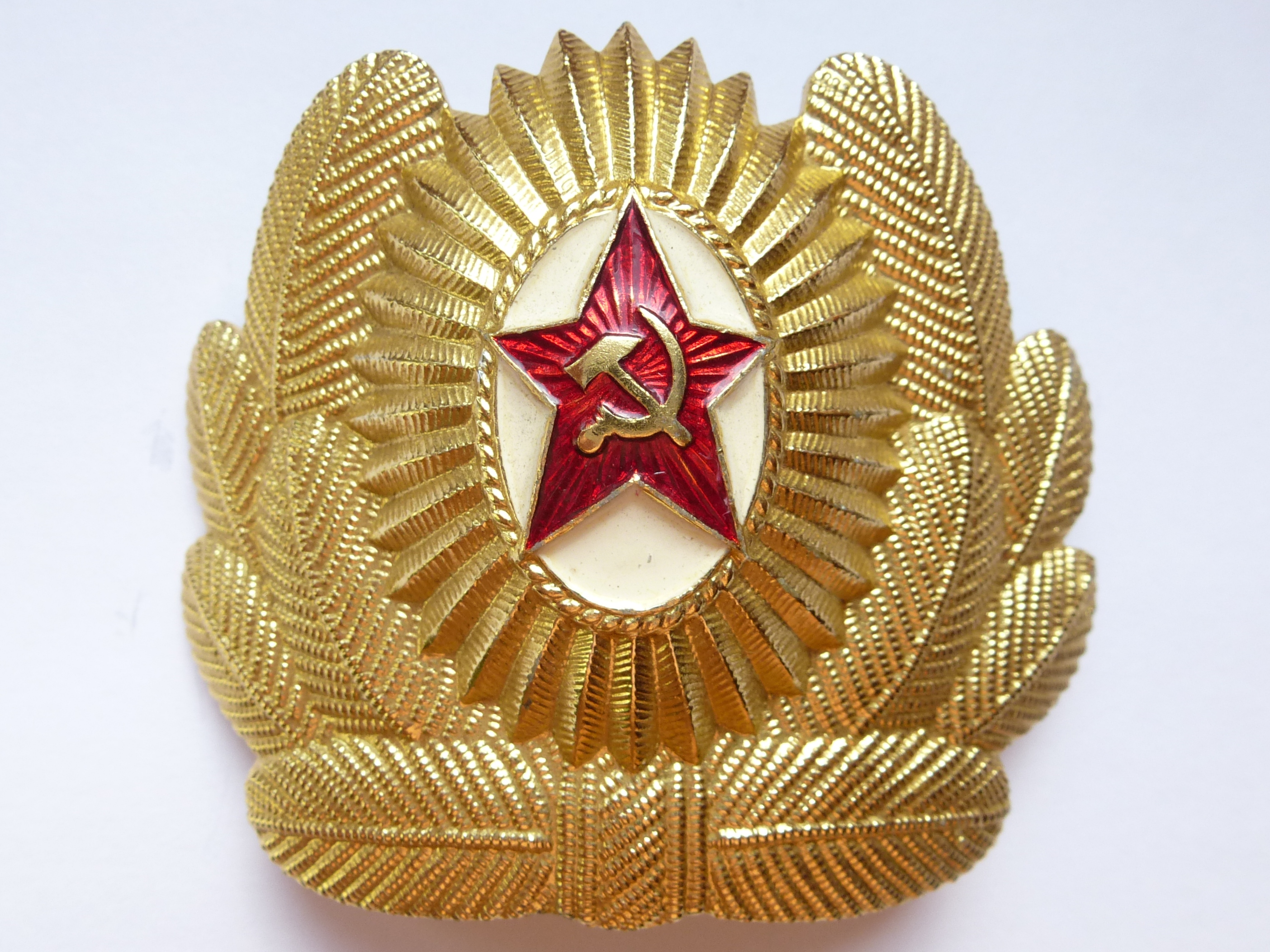
Кокарда на шапку-вушанку для офіцерів ВПС та ПДВ СРСР

У радянських збройних силах кокарда введена у 1940 році для вищого командного складу РСЧА — маршалів та генералів. Для генералів та офіцерів ВПС кокарди ввели у 1949 році. У 1955 році, кокарди були надані усьому офіцерському складу, а з 1963 року й військовослужбовцям надстрокової служби.
У 1972 році у збройних силах СРСР, з'явився новий прошарок військовослужбовців, прапорщики, які також отримали кокарди на головні убори.
Існували спеціальні кокарди для ВПС (з 30-х років), а також кокарда ВМФ, введена ще в 1919 році. Інші офіцери та інші категорії військовослужбовців на головних уборах носили червону емалеву зірку з емблемою «Серп і молот».
У ЗС СРСР кокарди носилися на околі кашкета, на зимовій шапці-вушанці, папахах (від полковника й вище), шапках з козирком капітанів 1 рангу і адміралів. Носили кокарди також офіцери, прапорщики і надстроковики на беретах (ПДВ, морська піхота та танкові війська), панамах і пілотках з козирком (тропічне обмундирування). Загальновійськова повсякденна кокарда у ЗС СРСР була овальної форми з червоною зіркою в білому медальйоні, оточеному золотистими променями.
Для офіцерів ВПС і ПДВ була передбачена також кокарда, але з обрамленням золотистими гілочками. Для кашкетів офіцерів ВПС і ПДВ передбачалася ще крилата емблема на тулії. На парадної кашкеті всіх офіцерів носилася кокарда з ще розвиненішим обрамленням (для ВПС і ПДВ — з крилатою емблемою), а кашкети генералів і маршалів прикрашали різного виду шиття з золотих ниток навколо кокарди.
Більшість кокард виготовлялися з алюмінію з анодованим золотистим покриттям, існували бронзові кокарди того ж малюнка, але без білого поля медальйона і з зіркою, виконаною з «гарячої емалі». Такі кокарди називалися «віденськими» і виготовлялися спеціально. Польова кокарда була сталевою і пофарбована в темно-зелений (хакі), носилася на польовому кашкеті (на околі).
Радянські кокарди використовувалися після розпаду СРСР в країнах, що утворилися на його теренах ще деякий час.

## Кольори кокард на кінець XIX століття

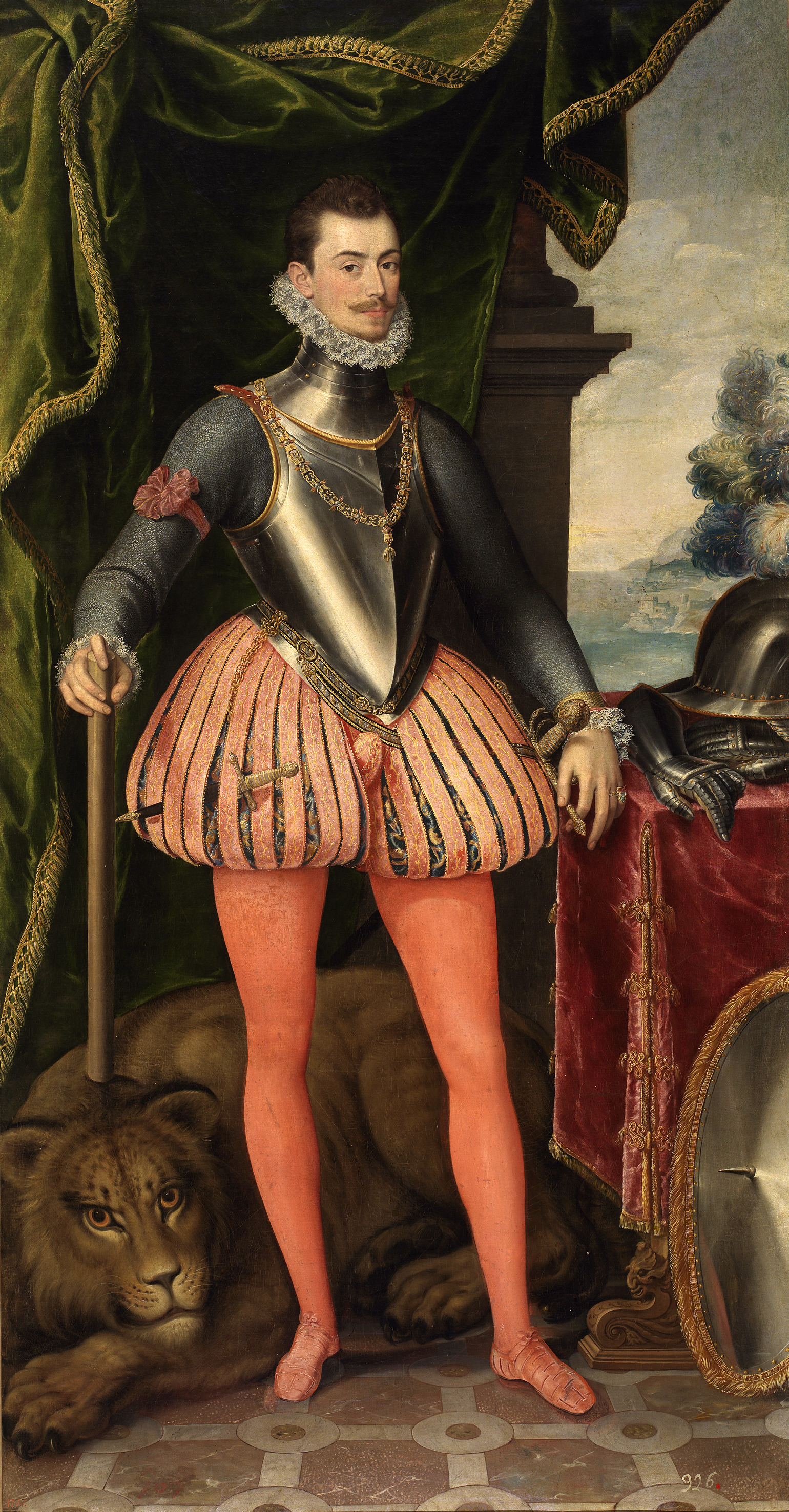
Іспанський полководець, Хуан Австрійський, з червоною кокардою на руці (XVI ст.)

В статті енциклопедичного словника Брокгауза і Ефрона «Кокарди», вказані кольори державних кокард (на 1895 рік):
- Німецька імперія:
  - Піхота — використовувалися кокарди німецьких держав. Ті держави, що заключили з Пруссією військову конвенцію, носили зверху ще кокарду прусських кольорів (чорно-білу);
  - Флот — використовувалися імперські чорно-біло-червоні кокарди;
- Австро-Угорщина:
  - Австрія — чорно-жовті кокарди;
  - Угорщина — зелено-біло-червоні кокарди;
- Італія — червоно-біло-зелені кокарди;
- Іспанія — червоні кокарди;
- Англія — чорні кокарди;
- Нідерланди — помаранчеві кокарди;
- Швеція — жовті кокарди.

## Цікаві факти
У Російській Федерації у 1995 році була введена нова кокарда для сухопутних сил. Її вигляд, металевий овал в променях, комбінація кольорів повторює стару імперську кокарду (чорний-помаранчевій-чорний-помаранчевий кольори), зверху накладена металева п'ятипроменева зірка. Ця кокарда вмістила в собі два ідеологічно несумісні символи, імперська Росія Романових, та радянський комуністичний символ.